# Heinrich Wicker

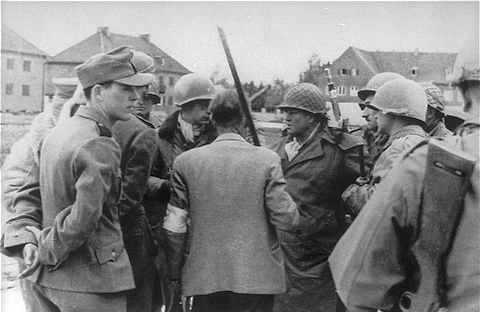
SS und US-Soldaten bei der Übergabe des Konzentrationslagers Dachau. Von links: SS-Mann, Heinrich Wicker (größtenteils verdeckt), Paul Levy, Victor Maurer (mit dem Rücken zur Kamera), General H. Linden (mit Netzhelm) und andere US-Soldaten

Heinrich Wicker (* 30. Juni 1921 in Gausbach, Baden; † 29. April 1945 in Dachau) war ein deutscher SS-Untersturmführer. Er war der letzte Lagerkommandant des KZ Dachau.

## Leben
Heinrich Wicker verbrachte seine Kindheit in Karlsruhe-Mühlburg. Er besuchte die Volksschule und dann die Handelsschule, weil er Kaufmann werden wollte. Am 9. September 1933 wurde er 12-jährig Mitglied der Hitler-Jugend. Kurz vor seinem 16. Geburtstag trat er zum 25. Juni 1937 in den SS-Totenkopfverband ein (SS-Nummer 320.280). Ab dem 1. November 1938 war er als Sturmmann des SS-Totenkopf-Infanterie-Regiments 1 in Dachau stationiert. Im Krieg kämpfte er in einer SS-Panzereinheit. Im Mai und Juni 1940 nahm er an der Invasion der Niederlande, Belgien und Frankreich teil. Ab Juni 1941 war er mit seiner Totenkopf-Division an der Invasion der Sowjetunion beteiligt. Im Februar 1942 in der Kesselschlacht von Demjansk wurde Wicker schwer verwundet und danach evakuiert.
Nach einer längeren Verletzungspause absolvierte Wicker von August bis November 1943 Lehrgänge für SS-Führerbewerber an der SS-Junkerschule Bad Tölz und wurde im November 1943 als Oberscharführer zur Amtsgruppe D des SS-Wirtschafts-Verwaltungshauptamtes versetzt. Zum 30. Januar 1944 wurde Wicker mit 22 Jahren zum Untersturmführer befördert.
Am 1. Juni 1944 wurde er zum KZ Natzweiler versetzt und übernahm die Führung des KZ Bruttig-Treis, eines Außenlagers des KZ Natzweiler-Struthof bei Cochem, das am 15. September 1944 geräumt wurde. Bei den Häftlingen war Wicker wegen seiner Brutalität gefürchtet. Im Dezember 1944 wurde er Lagerkommandant des Natzweiler Außenlagers Mannheim-Sandhofen. Eine seiner ersten Amtshandlungen in Mannheim war die Hinrichtung des Warschauer Häftlings Marian Krainski am 3. Januar 1945 wegen angeblicher Werkssabotage auf dem Schulhof der Friedrichschule, wozu er fünf Vertreter von Daimler-Benz eingeladen hatte.
Gegen Ende des Zweiten Weltkrieges war Wicker Anführer von „Evakuierungsmärschen“. Vom 22. bis 28. März 1945 leitete er die Räumung der Außenlager Heppenheim und Bensheim-Auerbach, anschließend bis 2. April die Räumung des KZ Neckarelz und ab 5. April die Räumung des KZ Hessental und des KZ Kochendorf („Kochendorfer Todesmarsch“ zum KZ Dachau). Bis zum 15. April führte er den Hessentaler Todesmarsch, bei dem mindestens 170 KZ-Häftlinge bestialisch ermordet wurden oder an Entkräftung starben. Dieser Todesmarsch führte ins KZ-Außenlager München-Allach. Wicker übernahm am 28. April im KZ Dachau die Lagerleitung, nachdem sich der Kommandant Eduard Weiter am 26. April vor den vorrückenden US-Truppen abgesetzt hatte. In Anwesenheit des schweizerischen Rotkreuz-Mitarbeiters Victor Maurer übergab Wicker das Lager am 29. April 1945 an General Henning Linden von der 42. Infanterie-Division der 7. US-Armee. Der Historiker Harold Marcuse geht davon aus, dass Wicker am 29. April 1945 unmittelbar nach der Befreiung des Konzentrationslagers Dachau erschossen worden ist.